# Mathias Bernard
Pour les articles homonymes, voir Bernard.
Mathias Bernard est un historien français né le 13 juin 1969. Il a été le président de l'université Blaise-Pascal du 22 mars 2012 au 31 décembre 2016. Il prend ensuite la tête de l'université Clermont-Auvergne le 1er janvier 2017.
Il est spécialiste d'histoire contemporaine et des mouvements politiques.

## Biographie

### Recherches
Ancien élève de l'École normale supérieure (1988-1992), agrégé d'histoire en 1991, il soutient sa thèse de doctorat d'histoire sur Les modérés lyonnais et la Fédération républicaine du Rhône, 1889-1940 à l'université Paris-Sorbonne (Paris-IV) en 1995 et sa thèse d'habilitation à diriger des recherches sous la direction de Jean-Marie Mayeur sur les Libéraux et « nationaux » de l’Affaire Dreyfus à nos jours, également à l'université Paris-Sorbonne, en 2003.
Ses travaux portent sur l'histoire politique de la France contemporaine de la fin du XIXe siècle à nos jours, autour de trois thématiques principales : la construction sociale du politique (circulation des idées et des pratiques politiques), l’histoire des droites, de leur place et de leur évolution dans la vie politique française, l’histoire de la contestation politique.

### Carrière
Maître de conférences à l'université Blaise-Pascal (Clermont II) de 1996 à 2004, il devient à cette date professeur d'histoire contemporaine. Directeur du département d’histoire (1997-2002), il est élu au conseil de gestion de l'UFR de lettres, langues et sciences humaines (2001-2005), avant d'être désigné vice-doyen (2002-2003), puis doyen en 2006 et 2011.
Il est membre du Conseil Auvergne pour la Recherche et la Technologie (CART) de 2005 à 2007 et du conseil d'administration du Damier – Grappe et réseaux Auvergne Musique Média Image au niveau régional —, du jury du CAPES externe d’histoire-géographie (écrit et oral) de 1998 à 2001, du jury du concours d'entrée à l'École normale supérieure de Paris (écrit et oral) de 2002 à 2005, de comités d’évaluation d'unités de recherche par l'AÉRES en 2008-2009, de l'expertise de dossiers « projets exploratoires premier soutien » (PEPS) pour le compte de l'Institut du CNRS pour les sciences humaines et sociales (INSHS) en 2010 au niveau national.
Élu le 28 février 2012 au conseil d'administration de l'université à la tête de la liste « Promouvoir une université de service public dynamique et solidaire », il est nommé président par celui-ci le 22 mars suivant,. Sous sa présidence, l'université Blaise-Pascal s'engage dans un processus de fusion avec l'autre université clermontoise (Université d'Auvergne). Comme d'autres universités, elle traverse une crise financière. Après avoir annoncé en juin 2013 qu'il s'opposerait à toute suppression de poste malgré les difficultés rencontrées, Mathias Bernard doit se résoudre au printemps 2014 à la mise en œuvre d'un plan pluriannuel de consolidation qui implique la non-reconduction d'une cinquantaine de postes d'agents contractuels. À l'automne 2014, la poursuite des difficultés financières et de l'austérité, avec de nouvelles suppressions de postes annoncées, entraîne des mobilisations d'enseignants et d'étudiants pour protester contre cette situation,. Le redressement financier de l'université Blaise-Pascal est confirmé au terme de l'exercice budgétaire 2015,.
Mathias Bernard est réélu pour un second mandat à la présidence de l'université Blaise-Pascal le 1er avril 2016. Il a notamment à charge de gérer la transition vers l'université Clermont-Auvergne, fusion des deux universités clermontoises, projet qu'il mène à son terme avec la présidence de l'université d'Auvergne.
Il est par ailleurs président de la Commission Vie étudiante et Vie de campus de la Conférence des présidents d'université (CPU) et membre du Conseil d'administration de la CPU.
Il est élu président de la nouvelle université clermontoise, l'université Clermont-Auvergne, le 16 décembre 2016 et prend ses fonctions le 1er janvier 2017. Le 24 février 2017, la nouvelle Université est lauréate du label I-SITE, décerné par un jury international : ce succès permet d'obtenir d'importants financements, dans le domaine de la recherche notamment, et de donner à la nouvelle Université une "reconnaissance mondiale". À ses débuts, la situation financière de la nouvelle université reste cependant très fragile, comme le souligne la Cour des comptes au printemps 2017. Cette situation se redresse progressivement : deux ans après la fusion, Mathias Bernard estime que l'université Clermont-Auvergne est "en ordre de marche".
Le 16 mars 2021, il est réélu président de l'université Clermont-Auvergne pour un mandat de cinq ans. Pendant ce mandat, l'Université Clermont Auvergne obtient la pérennisation du label et du financement I-SITE, sa reconnaissance comme Pôle Universitaire d'innovation (PUI) ainsi que sa labellisation comme "Université européenne", à la tête de l'alliance ARTEMIS. Mathias Bernard s'élève toutefois contre le sous-financement dont souffre l'Université Clermont Auvergne, comme la plupart des autres Universités françaises. En novembre 2024, il prend notamment la tête du mouvement "Universités en danger" à Clermont-Ferrand. 
Membre du Conseil d'administration de la CPU, devenue France Universités, il est nommé en mars 2021 président du Comité Transition écologique et sociétale de France Universités. À ce titre, il plaide notamment pour un « investissement massif » en faveur d'une politique de rénovation de l'immobilier universitaire, prenant en compte la performance énergétique des bâtiments. Il est reconduit dans ces fonctions en janvier 2023 puis en février 2025.

## Politique
Le 3 octobre 2017, Mathias Bernard autorise à une centaine d'immigrés clandestins de s'installer sur le campus de la Faculté de lettres et sciences humaines. Cette décision est contestée par plusieurs mouvements étudiants d'extrême-droite. Cette installation ne dure que quelques semaines avant le relogement des immigrés par la préfecture le 27 octobre 2017.
Mathias Bernard a été le premier président d'université à faire voter par son conseil d'administration la non application de la hausse des frais d'inscription pour les étudiants étrangers telle qu'elle a été annoncée par le Premier ministre Édouard Philippe le 19 novembre 2018,. Dès le 6 décembre 2018, il avait exprimé ses réticences sur la manière dont l'opération était conduite. Toutefois, l'article du Monde qui faisait suite à la déclaration du Premier ministre montrait une position plus nuancée : « Le principe d’une augmentation des droits chez les extracommunautaires est à l’inverse bien accueilli chez les responsables d’établissements. » « Il est nécessaire que chaque université puisse la mettre en place à sa manière, selon ses partenariats », souligne alors Mathias Bernard, de la Conférence des présidents d’université. L'objectif de la mesure est de définir une nouvelle politique tarifaire qui tienne compte de la situation réelle des étudiants étrangers,.

## Publications

### Ouvrages
- La Dérive des modérés : la Fédération républicaine du Rhône sous la Troisième république, L'Harmattan, Paris et Montréal, coll. « Carnot », 1998, 432 p.  (ISBN 2-7384-7253-2) – Texte remanié d'une thèse de doctorat en histoire, soutenue en 1995, titrée Les modérés lyonnais et la Fédération républicaine du Rhône, 1889-1940.
- La France de mai 1958 à mai 1981 : la grande mutation, Librairie générale française, Paris, coll. « Le livre de poche. Références : histoire » no 600, 2003, 248 p.  (ISBN 2-253-90600-X)
- Introduction au XXe siècle. Tome 1, De 1914 à 1945, Belin, coll. « Belin atouts. Histoire », Paris, 2003, 269 p.  (ISBN 2-701-13400-5)
- Introduction au XXe siècle. Tome 2, De 1945 à nos jours, Belin, coll. « Belin atouts. Histoire », Paris, 2004, 235 p.  (ISBN 2-7011-3401-3)
- La France de 1981 à 2002 : le temps des crises ?, Librairie générale française, Paris, coll. « Le livre de poche. Références : histoire » no 605, 2005, 313 p.  (ISBN 2-253-11372-7)
- Le Front populaire, Milan, coll. « Les Essentiels Milan », 2006, 63 p.  (ISBN 2-745-92354-4)
- La Guerre des droites. De l'affaire Dreyfus à nos jours, Paris, Odile Jacob, collection Histoire, 2007, 310 pages  (ISBN 2738119824)
- Histoire culturelle de l'Europe de 1880 à nos jours, Paris, Hachette Éducation, collection Carré Histoire, 2008
- Histoire politique de la Ve République : de 1958 à nos jours, Armand Colin, collection U, 2008, 334 pages  (ISBN 220034693X)
- Mathias Bernard, Éric Bonhomme, Les gauches en France depuis 1945, SCEREN, collection Histoire de notre temps, 2011, 200 pages  (ISBN 9782866175917)
- Valéry Giscard d'Estaing. Les ambitions déçues, Paris, Armand Colin, 2014, 487 pages; rééd., coll. "Ekho", Dunod, 2020, 552 pages.
- Les années Mitterrand : du changement socialiste au tournant libéral, Paris, Belin, coll. « Histoire », 2015, 345 p. (ISBN 978-2-7011-9093-8, présentation en ligne).
- 1943. La rafle de l'Université de Strasbourg repliée à Clermont-Ferrand, Portet-sur-Garonne, Editions Midi-Pyrénéennes, coll. "Cette année-là", 2022, 48 p.  (ISBN 979-10-93498-94-2).

## Distinctions
- Chevalier de l'ordre national du Mérite (2014)[29]
- Commandeur de l'ordre des Palmes académiques (2020)[30]